# Observatorul Astronomic din Timișoara
Observatorul Astronomic Timișoara este un institut de cercetare din Timișoara, înființat pe 7 decembrie 1962. Activitatea științifică este coordonată de Institutul Astronomic al Academiei Române, iar activitatea administrativă de Filiala Timișoara a Academiei Române.
Instrumentul principal al observatorului este un ecuatorial de mărime mijlocie cu montură ecuatorială fixă care a fost realizat prin mijloace tehnice locale și proprii. Instrumentele optice amplasate pe montura ecuatorială sunt:
- un telescop sistem Cassegrain cu oglindă Zeiss de 300/1690 mm echipat cu o cameră CCD SBIG, folosit pentru observații cu ochiul liber și fotometrie stelară CCD, și
- o lunetă Zeiss 100/2000 mm.

Din cauza dezvoltării Timișoarei a crescut poluarea și luminozitatea cerului noaptea, astfel că amplasarea observatorului nu mai este corespunzătoare. Se dorește mutarea lui pe Muntele Mic.